# 百仁花
百仁花（もにか、2001年12月2日 - ）は、日本の元AV女優。
香川県出身、ティーパワーズ所属だった。

## 経歴
2022年5月26日、SOD Starレーベルから『空を飛べるほど気持ちいいセックスをしてみたい 百仁花（もにか） AV DEBUT』でAV女優デビュー。デビュー作でスカイダイビングをしたことで話題となる。ライターの安田理央は同作について「タイトル通りに本当に空を飛ぶのか！　しかもあんまり意味なく！　ま、そのわけわからなさがSODらしいとも言えますが」と内容に言及した。同年8月には徳間書店から写真集を発売。なお、AV出演より先に写真集の発売が決まっていたという。
2024年6月6日、AV女優引退を公表。6月29日に引退イベントを開催した。

## 人物
出身地は香川県。趣味はカメラ、一人旅、食べ歩き。特技はけん玉、バドミントン。カメラの愛機はキヤノン「EOS KissX9」。好きな芸能人は狩野英孝。
理想とする女優は深田えいみ、八掛うみ、MINAMO。
芸名は「百の仁（いつくしみ）の花」という意味を込めてつけられたが、取材ライターに「百仁 花(ももじん・はな)」と読み間違えられた逸話も持つ。また初めて会う年上の男優やライターからはよく吉川晃司『モニカ』を歌われるという。芸名を初めて聞いた時は「私がモニカ？」という気分だったそうだが、漢字で書くと和風な響きもあり、ギャップがかわいいと気に入っている。
デビューのきっかけは小学生の時同級生の男子に「おまえ、将来AV女優だなぁ!」と言われたことや、中学の時に（檀蜜っぽいという話題から）「将来は愛人」と言われAVを意識しはじめたことを挙げている。最終的には「人生一度きりだし、ヤバいことやっちゃおう」という思いから決断した。
下半身は上京時に永久脱毛している。AVデビューのための面接では生やしてほしいといわれたが「もう生えてこない」と回答。その時男性は生えてるほうが嬉しいんだと気付いたという。

## 作品

### アダルトビデオ
2022年
- 空を飛べるほど気持ちいいセックスをしてみたい百仁花（もにか） AV DEBUT （5月26日、SODクリエイト）
- 初体験で初絶頂 キャパオーバーの快感ラッシュで二十歳の敏感ボディは小刻みに震えた＃初イキ ＃4本番 ＃ソーププレイ＃小柄グラマー ＃全身ビックビク （6月23日、SODクリエイト）
- 小さなお口でたまきん、チ○ポ、ケツ穴まで一生懸命ナメてナメて合計9発ぜ～んぶ顔射！おしゃぶりアイドル爆誕！＃「初めて」なのにオール顔射 （7月21日、SODクリエイト）
- 20歳、新人！ロリ顔ベビーフェイスのめっちゃ元気なピュア少女が泡姫初体験 ドキワクご奉仕ソープランド （8月25日、SODクリエイト）
- ラッキーパンチラを凝視してたのがバレてしまい人生終了と思いきや…うっとりしたエロ顔で大胆見せつけ誘惑4シチュ3sex （9月22日、SODクリエイト）
- 完全ノーカット接吻性交 20歳、性欲、覚醒（10月20日、SODクリエイト）
- 年齢もスタイルも違う3人のハメ撮り師がハメる！プライベート的なSEXをさらけ出す生々しい本気性交3本番（12月22日、SODクリエイト）
- 百仁花(20)   (12月26日、Starみぃつけた!）

2023年
- ドバドバ精子垂れ流し無限昇天イメクラエステ4COSPLAY (2月23日、SODクリエイト）
- キャンプそっちのけで狭いテントと車中でパコりまくった付き合いたての僕らの一泊二日の旅（3月9日、SODクリエイト）[9]
- オール身長差30cm!!ガリバーハウスで大男に囲まれ軽々持ち上げられたり逆さまにされたり…7時間ブッ続けで好き放題ヤラれまくり（4月6日、SODクリエイト）
- かつて犯●れた大嫌いなヤリチン課長にデートレ●プドラッグを盛られ気がついたら旅館の一室で朝まで休みなくヤられまくっていた…（5月11日、SODクリエイト）
- 気の合う男性と恥じらい指令付きドキドキハニカミ赤面デート 結果…初中出し解禁！ときめき、恥じらい、笑いありのデビュー1周年 百仁花（6月8日、SODクリエイト）
- 親戚んちで年下従妹の無防備な風呂あがり姿にガマンできず何回も襲ってしまった最低なボク。(7月6日、SODクリエイト)
- 【夏といえば水着！SODstar全員ビキニ祭】地元で有名な超絶ヤリマンギャルに何発も精子を搾り取られた夏の思い出（8月10日、SODクリエイト）
- 宅飲みNTR ヤリチン男たちが計画したサークルの宅飲み。酔いつぶされた彼女は僕の目の前で輪●レ●プされて、みんなに中出しされていました。（9月7日、SODクリエイト）
- 童顔Fカップの天真爛漫娘が出勤決定！無制限発射OKで連続ナマ中出しさせてくれる 完全会員制ソープ 百仁花（10月12日、SODクリエイト）
- 新・絶対的美少女、お貸しします。 ACT.117 百仁花 (11月17日、プレステージ）
- 飲めば飲むほどエロくなる！！酒好き爆乳娘百仁花の予測不能酒淫（よいどれ）ドキュメント（12月1日、プレステージ）

2024年
- 【VR】Oh！サンクス！百仁花 初喧嘩直後のクッソ燃え上がる快感と愛情がシンクロする初生ハメ！初中出し！仲直りセックス（1月29日、kawaii*）
- 【エロすぎ舌技に圧倒】友達と3Pしちゃうくらいスケベなパイパン娘！更衣室でこっそりフェラ抜き撮影♪ホテルでは手マンに感じ過ぎて潮吹いちゃうw収まらぬ性欲で自ら騎乗位腰振り！中に出してもぶっ通しでハメ続けろ！！！【PornGirl】【monica】 百仁花（2月13日、DOC）
- なまハメT★kTok Vol.19（2月23日、DOC）
- 「変態なんですね…」美少女J●が淫語連発！！ 羞恥と快楽でM男責め！！ 3（2月23日、DOC）
- 【むっちりエロ尻に飽くなきピストン！】美巨乳×美パイパン×健康的肉感BODY！アウトドア女子と真夏のBBQからの、ひたすら生ハメ！オイルをぶっかけ淫獣プレイ！水着で潮吹き悶絶絶頂スプラッシュ！【なまハメT☆kTok】【momo】 百仁花（3月1日、DOC）
- 【VR】【エグイ8K】Gカップむっちむち最高ボディは【超肉感特化】エロ偏差値高めの証でヌルヌルテカテカ何度も何度もザーメンを絞り取り求めあう… 百仁花（3月28日、肉きゅんパラダイスVR）
- 私のおっぱい揉んで下さい。気持ち良い事大好きFカップ美少女 百仁花（4月2日、S-Cute）
- うさぎ小屋 百仁花（4月5日、ワープエンタテインメント）
- サブスク彼女の裏側密着ドキュメント 恋して、キスして、最後まで…男を本気にさせる愛情愛嬌満点中出しSEX 百仁花（4月9日、ABC/妄想族）
- 不登校引きこもり女子生徒の自宅訪問 大人しい子を想像してたのに全然違って、クソ生意気な性欲モンスターに搾精されまくった 百仁花（4月9日、かぐや姫Pt/妄想族）
- 【VR】ウブなGカップJ系とイチャラブリフレ5日間 百仁花（4月10日、P-BOX VR）
- 素人女子大生が高額バイト代につられてヌードデッサンモデルに！マ〇コのビラビラまで丁寧に描かれる視姦の羞恥にマ〇コはグッショリ！生で挿入されてイキまくり！ もにかちゃん 百仁花（4月29日、アイエナジー）
- 【VR】【カップル限定】ペアルームエステ 彼女が隣にいるのに美巨乳エステ嬢に誘惑されて抗えず…こっそり囁き淫語でおチ〇ポ馬鹿になるまで金玉カラになるまで一滴残らず搾取された【足コキ 尻コキ・挟射・中出し3発射・顔射】ヤバすぎ注意の禁断NTRエステ 百仁花（5月3日、こあらVR）
- 百仁花が初レズでイクッ！ ずっとレズがシてみたかった！緊張と興奮の初レズファック！ 乃木絢愛と本気のレズ解禁ドキュメントで女の子とのSEXが良すぎて蕩けまくり。もう男には戻れないかもしれない幸福絶頂レズビアン（5月14日、ビビアン）
- 生パコPornGirl vol.05（5月17日、DOC）
- 【VR】ボクへお仕置き焦らしセックスのはずが騎乗位気持ち良くて止まらないカノジョ 百仁花（5月29日、Cosmo Planets VR）
- 【VR】おチ●ポに絡みつく舌使いをノーモザイクでじっくり味合うディルドフェラVR（5月29日、P-BOX VR）
- 素人女子大生が高額バイト代につられてヌードデッサンモデルに！マ〇コのビラビラまで丁寧に描かれる羞恥にマ〇コはグッショリ！生で挿入されてイキまくり！6（8月8日、アイエナジー）
- 巨乳の姪をうちで預かることになったがおっぱい大好きの俺は我慢できずにぶるんぶるん揉みしだいて生中出し 百仁花（8月13日、かぐや姫Pt/妄想族）
- いじめられたいびんかん女子 27 韓国料理店ホールのお姉さぁん、お姉さぁん あんたのカラダ…異常に感じすぎて犯罪だよ… 百仁花（9月12日、プラム）
- セクハラママさんバレー! 10 ハイレグブルマ姿の人妻10人が挑む過酷なエロトレーニング（9月17日、かぐや姫Pt/妄想族）
- オナサポ!! 女子○生 着衣で全裸で挑発的ダンス 8（10月8日、かぐや姫Pt/妄想族）

2025年
- オナサポ!! 女子○生 着衣で全裸で挑発的ダンス 11（1月21日、かぐや姫Pt/妄想族）

### イメージビデオ
- Monica 太陽のprincess・百仁花 (2022年12月1日、REbecca）
- Monica2 Beginning of love・百仁花（2023年3月21日、REbecca）

## 出版

### 写真集
- 1% （2022年8月10日、徳間書店、撮影：原田武尚）

#### デジタル写真集
- SOD撮り下ろしデジタル写真集 百仁花『僕のヒロイン』（2023年3月1日、ソフト・オン・デマンド、撮影：原田武尚）

## 出演

### ラジオ
- 紗倉まなとニューヨークのマジックミラーナイト（2022年5月22日、5月29日、文化放送）